# 風谷音緒
風谷 音緒（かぜたに ねお、1985年8月3日 - ）は、日本の元AV女優・元ストリッパー（ファイブプロモーション（マークスグループ）所属）。

## 略歴・人物
2007年にAVデビュー。
2010年1月21日に新宿ニューアートでストリップデビュー。
2010年4月1日の公式ブログをもって引退。

## 出演作品
2007年
- 秘密の花園 〜あしうら〜（11月6日、C-Format）他出演:七海結衣、藤沢ローラ、蛯川真里
- be Suffocated to Death（11月20日、C-Format）共演:和泉愛香、七咲楓花、藤沢ローラ
- 女子小○生の集団によってたかって辱められてみませんか?（12月1日、エッジ）共演:綾瀬みゅう、佐原みつな、竹下あや、沢村詩音、初井てまり、藤沢ローラ、大塚雪乃、日野なつ、前園リカ、桜井舞、日浦みお
- 潮吹き女子校生 10連発 19（12月7日、クリスタル映像）他9名出演
- She is a Merciless Woman（12月17日、C-Format）共演:藤沢ローラ

2008年
- ANAL SEX 3 前より後ろ好き（1月11日、クリスタル映像）他出演:桜井舞、藤河涼子、水樹葉子、那月りの、旭るみね
- 究極の妄想発明シリーズ第1弾 どこにでも行けるドア（1月17日、ロケット）共演:中西友美、藤沢ローラ、初井てまり、大川東子
- スケベ&パーティー アクメ本能まるだし泥酔レズビアン（1月19日、クロス）共演:原田美咲、柳田やよい、前園リカ、村瀬優花
- 忍び寄る死からの足音に心乱しながら…（1月24日、C-Format）他出演:藤沢ローラ、七海結衣 ほか
- オトコのスケベな妄想シリーズ VOL.11 Hな催眠術を手に入れた!!（2月7日、SODクリエイト）共演:姫野りむ、はるか悠、詩音、下北やよい、村瀬優花 ほか
- FANTASTIC SELF-TORMENT（2月10日、FALL IN DOWN）他出演:七咲楓花、藤沢ローラ ほか
- コスプレイベント撮影会（3月21日、TMA）他出演:桜井舞、はるか悠、冬野みずき、村瀬優花、神楽恵、佐原みつな、藤沢ローラ、山田美樹、綾瀬みゅう、華原ゆい、霧島さつき、芹川レイラ、蛯沢ケイ
- アナルバイブの虜 1（5月2日、プールクラブ・エンタテインメント）他出演:上原結衣、冬野みずき、望月ゆみ、詩音、三村佳奈
- 結合顔 ドラゴンスクリュー（5月22日、アキノリ）他出演:柳田やよい、愛浦こころ
- 女装子レズ 4（5月24日、レイディックス）共演:詩音
- 女子高生 パンティーの穴（6月6日、映天）他出演:佐伯奈々、桃井アンナ、白井ひとみ、名波ゆら
- 女子校生のベロフェチ舌上発射（6月6日、虎堂）他出演:詩音、里谷友、やまきりん、中川芽乃、乙川ミキ
- 女子校生のちんずりオナニー（7月4日、OFFICE K'S）他出演:詩音、里谷友、中川茅乃、乙川ミキ
- 拘束フィストファック 8 ガバまん拡張（8月1日、コア）
- 濡れたJK 3（8月25日、しのだプロジェクト）他出演:宮下まい、芽衣奈、加護範子、野中あんり、美瀬純
- 女子高生ヌルまんオナニー（8月25日、竜宮城）他出演:川瀬七夏、初井てまり、蜜井とわ、やまきりん
- EROTIC STRIPES まんすじ（10月1日、C-Format）
- 堕ちる女 15（10月1日、C-Format）共演:藤沢ローラ、七咲楓花、藍花
- 競泳彼女 2（10月25日、しのだプロジェクト）他出演:辻さき、芽衣奈、杉崎莉奈、早乙女美奈子、矢沢るい
- 私がギャラ10万円でAVに出演する理由 年齢差55歳の老人とヤル女優、風谷音緒（23）（11月6日、人間考察）
- 出動! いたずら野郎Aチーム（11月6日、Hunter）他出演:中野みづほ、密井柑美、楓あかり、田中まみ、南乙葉、香椎りこ、やよい、小坂あくび、木下亜矢、心夏ミルク、MAKI、若林薫、片山なつき
- すっぴん（11月25日、しのだプロジェクト）他出演:赤西涼、詩音、柳田やよい、村瀬優花、坂田美影
- 激ヤバ放課後限界Tバック vol.8R（11月28日、シャムロック・エンターテイメント）共演:はるか悠、早崎れおん
- 緊縛イラマチオ 2 10人の口便器女（12月1日、コア）他9名出演
- 凌辱とセックスで壊れる制服少女 FILE.005 ねお（12月22日、サムシング）

2009年
- 究極の妄想発明シリーズ第11弾 すけすけ透視メガネ パート3（1月22日、ロケット）共演: 他出演:水森あおい、はるか悠、井上まさみ、黒木真理亜
- 巨大ディルドの虜 05（2月25日、プールクラブ・エンタテインメント）他出演:片岡梨沙
- 鼻フック（3月25日、しのだプロジェクト）他出演:詩音、坂田美影、柳田やよい、村瀬優花
- ギャルメン♂♀スクールパラダイス オトコが美少年に恋する時代（4月4日、SODクリエイト）共演:鮎川なお、村上里沙、原紗央莉、真田春香、赤西涼、鈴木杏里、南まりん、MOKA、葉月紗絢、水無月レイラ、愛梨沙、雪平あい、原田実紗、白浜ユリ、冬野みずき
- 制服・下着・半裸・全裸学園（4月17日、SODクリエイト）共演:川原梨央、藤沢ローラ、飯島真理愛、桜井真央 ほか
- 濡れたデニムパンツの彼女たち WET DENIM GIRLS（4月25日、しのだプロジェクト）他出演:小坂めぐる、辻さき、矢沢るい、杉崎莉奈、矢部なつみ、美瀬純、加護範子、藤本ちさと、京野明日香
- 草食系の僕が肉食系の彼女にヤラれちゃいました。（5月21日、アキノリ）他出演:あすかみみ、宝生優果、スザンナ、浅岡沙希
- 火曜日は全裸登校日 3（6月4日、アキノリ）他多数共演
- 美脚若奥さま 脚責め事件簿（6月5日、フリーダム）他出演:あすかみみ、羽鳥涼子、村上里沙
- 残酷放尿地獄（6月5日、フリーダム）他出演:あすかみみ、羽鳥涼子、村上里沙
- 拘束M男学園 〜自由なき青春〜（6月5日、フリーダム）他出演:あすかみみ、羽鳥涼子、村上里沙
- 彼女の親友とこっそりヤっちゃった僕（6月18日、アキノリ）他出演:スザンナ、宝生優果、浅岡沙希、あすかみみ
- トリプルフィストで感じまくる女たち（7月1日、V）共演:浅岡沙希、藍花
- 美少女の足裏 Vol.13（7月5日、フリーダム）他出演:星崎アンリ、相田まどか、黒澤愛希、紅月りえ、あすかみみ、佐々木いちか、戸羽奏、美波かな
- 包茎を愛して止まない女達から聞いた包茎チ○ポの愛し方（7月23日、アキノリ）他出演:真咲南朋、高橋りこ、宝生優果、RUMIKA、浅岡沙希、江藤秋奈、三澄愛歌、スザンナ、北村樹里
- 金蹴り48手（8月5日、フリーダム）他多数出演
- 女子校生の校内集団リンチ（9月5日、フリーダム）他出演:朝比奈マキ、村尾ふみえ、星崎奈々、長野さとり、樽沢優、原田実紗、梅宮リナ
- 同級生を小便まみれにして遊ぶ女子校生達（9月5日、フリーダム）他出演:朝比奈マキ、村尾ふみえ、星崎奈々、長野さとり、樽沢優、原田実紗、梅宮リナ
- 快楽レズエステ 7（9月5日、アキノリ）他出演:神崎レオナ、鷹宮りょう、真白希実、光矢れん
- 婚活AV。（9月19日、SODクリエイト）他出演:鈴木ありさ、生田沙織、原田実紗、永瀬りいな、RUMIKA
- 日本国民 全裸の日 4（9月19日、アキノリ）他多数共演
- 援交JK FILE002（9月19日、桃太郎映像出版）他出演:るみか、ゆみ、めいな、ひな ※「ねお」名義
- 完全主観 やりすぎ学園生活（10月8日、アキノリ）共演:雪見紗弥、麻美らん、大塚咲、北島玲、真咲南朋、あすかみみ
- 髪喰いレズ（10月22日、稀有）共演:桃井りん
- マン汁の香りがたっぷりついたパンティーをチ●ポに巻きつけられて勃起しちゃった僕。（11月5日、フリーダム）他出演:堀口奈津美、澄川ロア、鈴木杏里、光矢れん、麻美らん、真白希実
- 完全主観 人生最大のモテ期がやってきた!（11月19日、アキノリ）共演:真白希実 他出演:つぼみ、成瀬心美、小森涼、三浦加奈、柊りん、愛音ゆり、真白希実、黒澤エレナ、鷹宮りょう
- 現役OLの裏バイト 24（12月18日、S級素人）

2010年
- 激イキ!女子校生のディルドオナニー（1月22日、映天）他出演:愛璃みい、秋葉さき、小日向ひな、スザンナ、塚本渚、羽村智奈、ひかり、福山優、村瀬優花、桃井りん、森谷みう、梨杏、RUMIKA
- JK・女子校生の放課後 赤ちゃんおむつプレイの女子校生 おしゃぶりフェラ（2月5日、映天）他出演:RUMIKA、スザンナ、羽村智奈、雨宮ゆん、森谷みう、村瀬優花、椿まひる、桃井りん、南しずか
- 腋舐めレズ（2月18日、稀有）共演:芽衣奈 他出演:井川ゆい、鈴木ありす、麻美らん、加藤ゆめ、橘美穂、前澤有実
- JK・女子校生の放課後 フェラ・手コキで2回出されちゃった連続抜き（2月19日、映天）他出演:RUMIKA、スザンナ、羽村智奈、森谷みう、真中ゆかり、村瀬優花、谷原綾香、桃井りん
- JK・女子校生の放課後 パンチラが見えちゃって勃起しちゃう僕は…（3月5日、映天）他出演:RUMIKA、スザンナ、羽村智奈、森谷みう、村瀬優花、谷原綾香、桃井りん
- パンチラ姉さんの見せつけ挑発エクササイズ その2（3月13日、アロマ企画）他出演:COCO@、黒内いりや、辻さやか、高倉舞
- ちら見せ 美脚 タイトスカートサロン（4月25日、アロマ企画）共演:白高ちさと、橘美穂、広瀬ゆな、安西瑠菜
- レズダッチワイフ（6月19日、クロス）共演:川上ゆう、こずえまき、内藤斐奈、村瀬優花

## テレビ出演

### ドラマ
- 水曜ミステリー9 『監察医・篠宮葉月 死体は語る 9』 （2008年5月7日、テレビ東京）
- 特命係長 只野仁 4thシーズン 第38話 小さな訪問者 （2009年2月26日、テレビ朝日）

### バラエティ
- I Love ぷるる～ん娘 （MONDO21）